# A három narancs szerelmese
Szergej Prokofjev A három narancs szerelmese című operáját 1921-ben mutatták be Chicagóban az Auditórium Színházban. A mű a rendező, Mejerhold megbízásából készült, aki maga is részt vett a librettó megírásában. A darab Carlo Gozzi 1761-ben írott meséjét dolgozza fel. Ez Prokofjevnek az első színpadra került operája.
A chicagói bemutatón a darab francia nyelven szólalt meg. Az előadásnak magyar közreműködője is volt Beck Vilmos személyében, aki Leandert énekelte.
1926-ban volt a leningrádi premier.
Magyarországon a Szegedi Nemzeti Színház mutatta be 1965. február 6-án Szabó Miklós fordításában, Vaszy Viktor vezényletével, Versényi Ida rendezésében.
Prokofjev operája különös remekmű. Gozzi commedia dell’arte-szerű meséje kiváló operatéma volt, amelyben az avantgardista szerzők egyszerre operát és operaparódiát tudtak alkotni. Már a nyitójelenetben is a tragédia és a komédia egyszerre jelenik meg.

## Cselekménye
A király melankolikus fiát még az udvari bolond, Truffaldino sem tudja felvidítani. Ezért ünnepséget rendeznek nevetésre bírni a királyfit. Ezalatt a király minisztere, Leander, és a király unokahúga, Clarissa cselt sző. Megjelenik Fatamorgana, a gonosz boszorkány, aki azonban hasra esik. Ezen aztán csak elneveti magát a herceg, mire a varázslónő megátkozza: olthatatlan vágyat önt belé három narancs iránt.
A herceg és Truffaldino elindul rátalálni a három hercegnőt rejtő narancsokra. De a narancsokat csak víz közelében szabad kinyitni, ám a szomjas Truffaldino egy sivatagban felbont két narancsot. Két hercegnő hal szomjan emiatt, Truffaldino pedig elmenekül. A herceg felébred és kinyitja a harmadik narancsot, amiből Ninetta hercegnő bújik elő. A narrátori szerepet is játszó komédiások vizet adnak a párnak. Mialatt a herceg apjáért szalad, Fatamorgana patkánnyá változtatja Ninettát, és szolgáját, Smeraldinét hagyja a helyén.
Az esküvő napján azonban a trónon egy patkány ül, de sikerül visszavarázsolni. Happy end. A király halálra ítéli a cselszövőket. Végül Fatamorgana segítségével a gazok elmenekülnek.
Az opera indulóját gyakran játsszák különböző átiratokban önálló operaslágerként.

## Szereplők

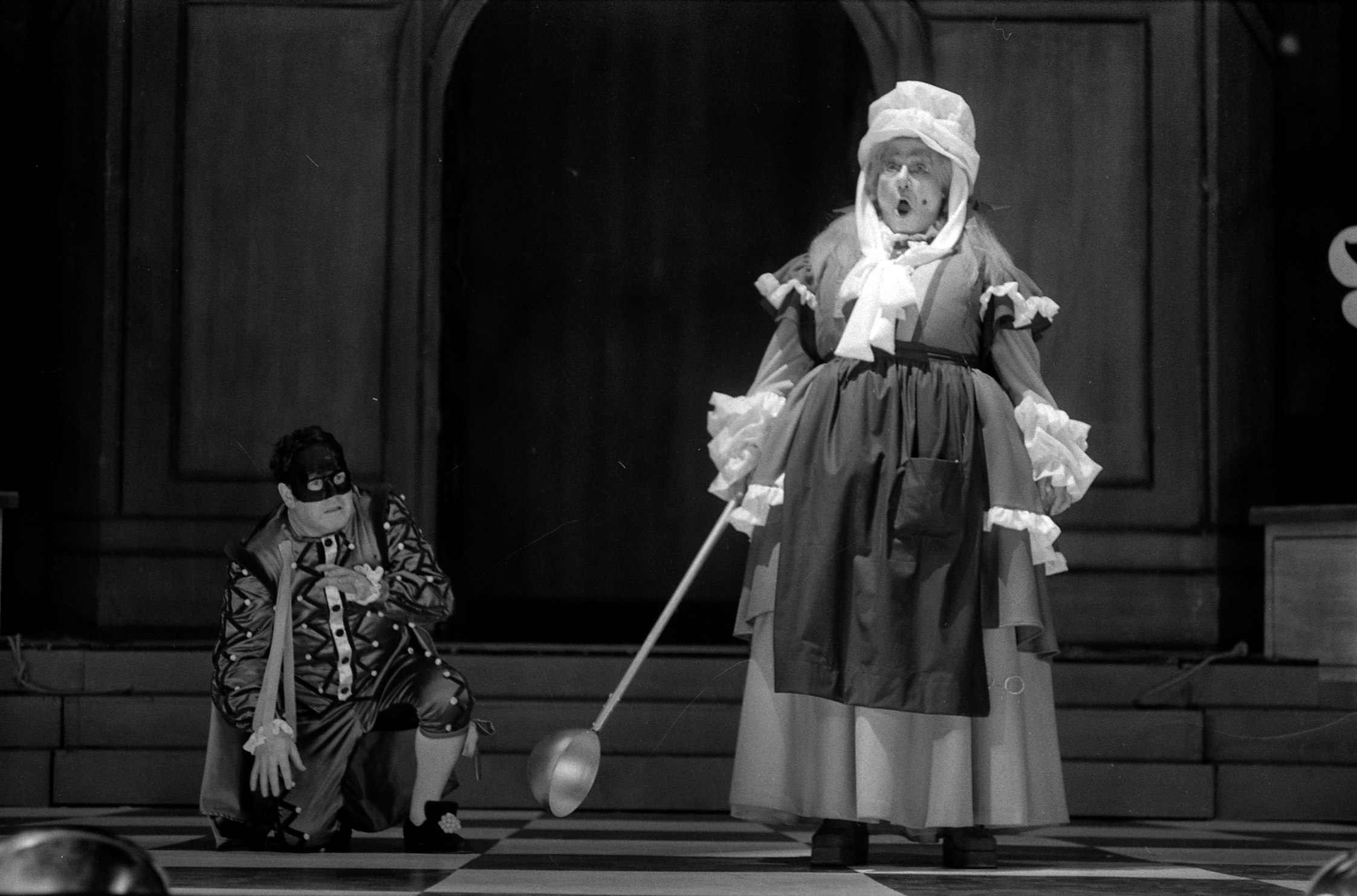
Truffaldino és Creonta szakácsnője a Toulouse-i Capitole Színház 1971-es előadásán

Treff király (basszus)
A herceg (tenor)
Clarisse hercegnő (alt)
Leander, miniszter (bariton)
Truffaldino, udvari bolond (tenor)
Pantalon, udvaronc (bariton)
Celio, varázsló (bariton)
Fatamorgana, varázslónő (szoprán)
Narancshercegnők:
Linetta (alt)
Nicoletta (mezzoszoprán)
Ninetta (szoprán)
Farfarello, ördög (basszus)
Smeraldina, néger nő (mezzoszoprán)
Ceremóniamester (tenor)
Hírnök (basszus)

## Hangszerelése
- 1 piccolo, 2 fuvola, 2 oboa, 1 angolkürt, 2 klarinét, 1 basszusklarinét, 2 fagott, 1 kontrafagott, 4 kürt, 3 trombita, 3 harsona, 1 basszustuba, üstdobok, ütőhangszerek, 2 hárfa, vonósok
- Színpadi zene: 3 trombita, 3 harsona, cintányér, triangulum, kisdob, hárfa

## Szvit
Profokjev írt egy zenekari szvitet (op.33) az opera anyagából.
A tételek:
1. Le Teste vuote
2. Il mago Celio e la fata Morgana giocano a carte (Scena infernale)
3. Marcia
4. Scherzo
5. Il principe e la principessa
6. La fuga

## Diszkográfia
- [francia nyelvű változat] Gabriel Bacquier (Treff király; Herold), Jean-Luc Viala (A herceg), Catherine Dubosc (Ninetta), Georges Gautier (Truffaldino), Didier Henry (Pantalone; Farfarello; Ceremóniamester), Jules Bastin (A szakácsnő) stb.; Lyoni Opera Ének- és Zenekara, vezényel: Kent Nagano (1989) Virgin Classics 3 58694 2 és Erato 9482102
- [orosz nyelvű változat] Viktor Ribinszkij (Treff király), Vlagyimir Mahov (A herceg), Tatyjana Kallisztratova (Ninetta), Jurij Jelnyikov (Truffaldino), Ivan Budrin (Pantalone), Georgij Abramov (A szakácsnő) stb.; a Szovjetunió Össz-szövetségi Rádiója és Központi Televíziója Énekkara és Szimfonikus Zenekara, vezényel: Dzsemal Dalgat (1961) Мелодия MEL CD 1001944